# Merindad de Valdivielso
Merindad de Valdivieso ist eine spanische Gemeinde (municipio) in der Provinz Burgos der Autonomen Gemeinschaft Kastilien und León mit 401 Einwohnern (Stand: 2024). Die Gemeindeverwaltung befindet sich in Quecedo.

## Lage
Merindad de Valdivieso liegt etwa 70 Kilometer nordnordöstlich der Provinzhauptstadt Burgos zwischen dem Parque Natural Hoces del Alto Ebro y Rudrón und dem Parque Natural Montes Obarenes San Zadornil. Durch die Gemeinde fließt der Ebro.

## Dörfer und Weiler der Gemeinde
- El Almiñé
- Arroyo de Valdivielso
- Condado
- Hoz de Valdivielso
- Panizares
- Población de Valdivielso
- Puente-Arenas
- Quecedo
- Quintana de Valdivielso
- Santa Olalla de Valdivielso
- Tartales de los Montes
- Toba de Valdivielso
- Valdenoceda
- Valhermosa

## Bevölkerungsentwicklung
| Jahr      | 1970 | 1981 | 1991 | 2001 | 2011 | 2021 |
| Einwohner | 1241 | 834  | 650  | 535  | 428  | 386  |

## Sehenswürdigkeiten
- Nikolauskirche (Iglesia de San Nicolás) in El Almiñé
- Einsiedelei San Pedro de Tejada, Monumento Histórico-Artístico
- Palacio de los Ruiz in Hoz de Valdivielso.

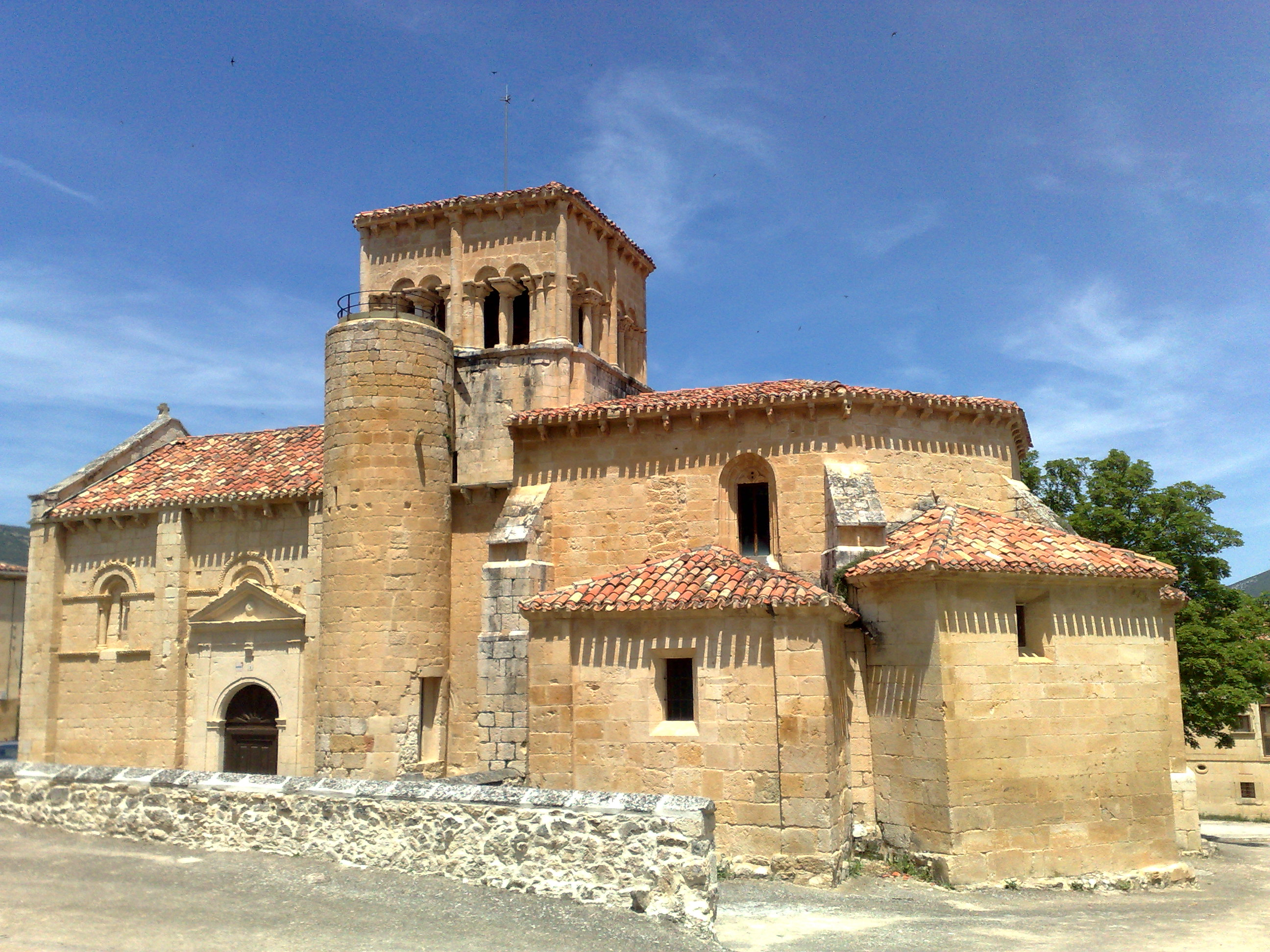
Nikolauskirche
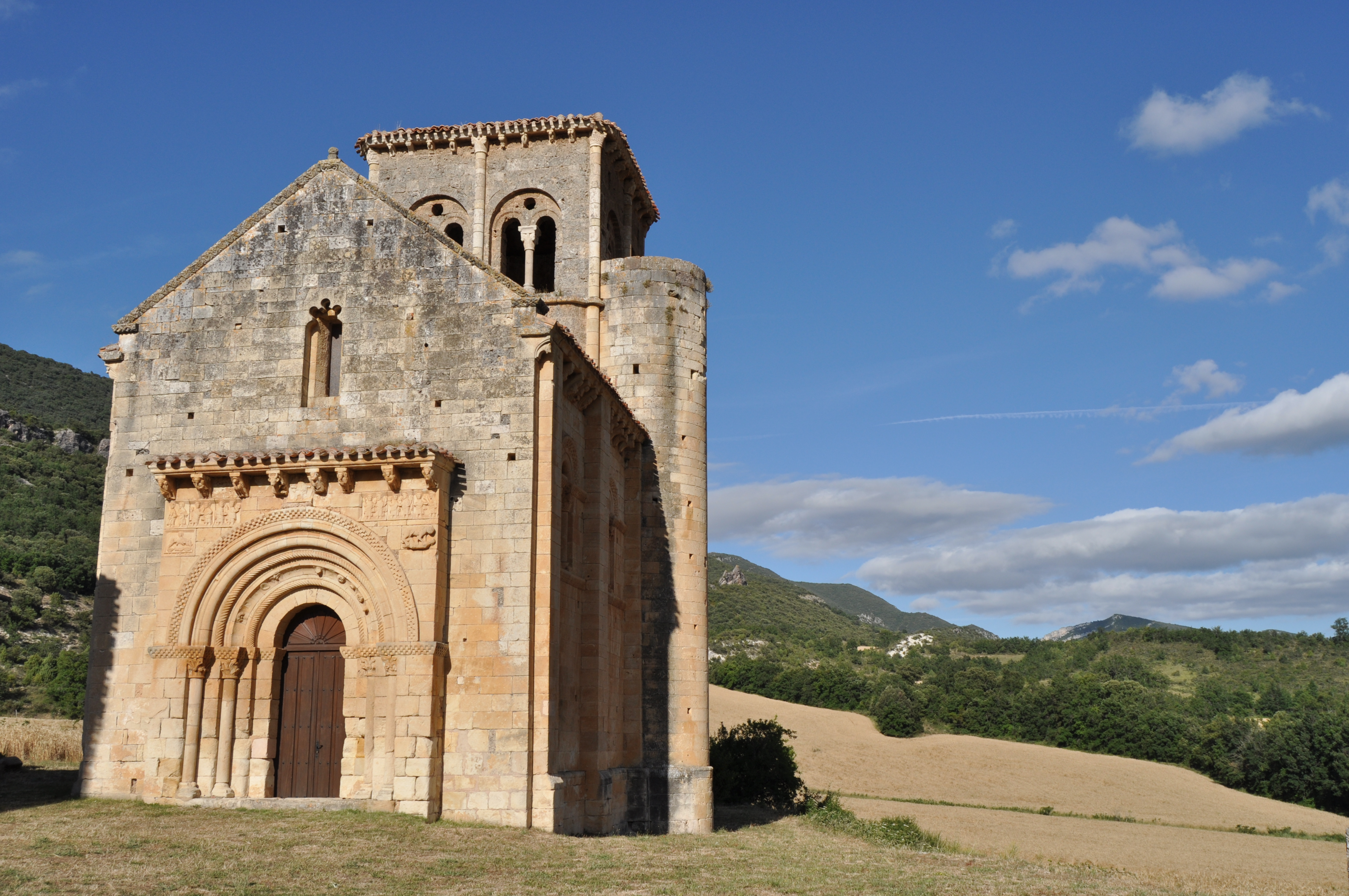
Einsiedelei San Pedro de Tejada
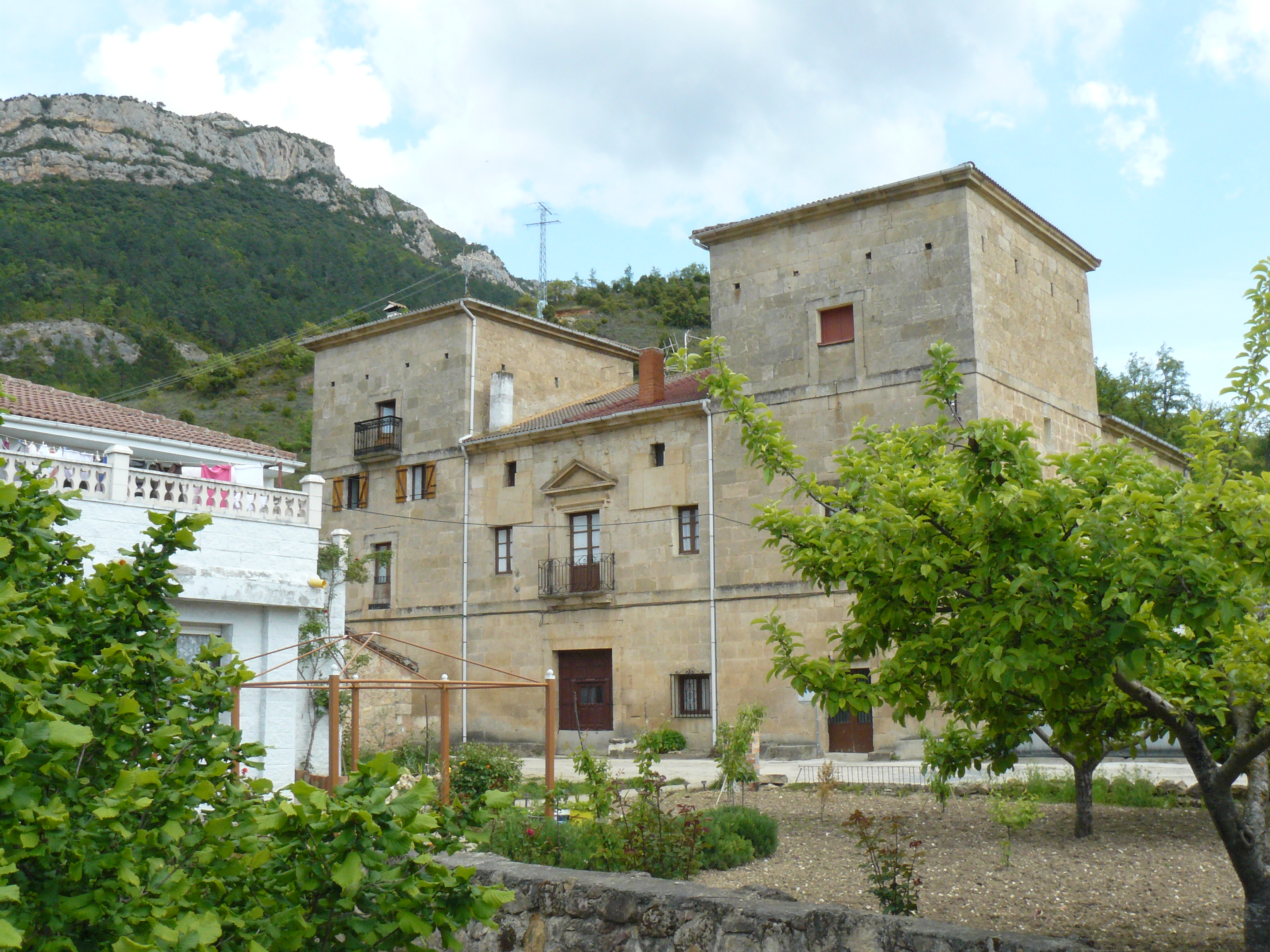
Palacio de los Ruiz

## Persönlichkeiten
- Felipe Ruiz Puente y García de la Yedra (1724–1779), Brigadegeneral und Gouverneur der Falklandinseln, geboren in El Almiñé